# Жорж Тоніс
Жорж Еміль Леонард Тоніс (28 лютого 1873 , Montegnéed, Валлонія  — 4 січня 1966 , Брюссель ) — прем'єр-міністр Бельгії з 16 грудня 1921 до 13 травня 1925 року та вдруге з 20 листопада 1934 до 25 березня 1935 року. Очолював Національний банк Бельгії з 1941 до 1944 року.
Вивчав військову та інженерну справу. Жорж Тоніс розпочав свою кар'єру у промисловій групі «Empain». Під час Першої світової війни очолював Бельгійський військовий комітет постачання в Лондоні. Після війни брав участь у Паризькій мирній конференції, а також представляв Бельгію в комісії з репарацій. З 1926 до 1927 року очолював Міжнародну економічну конференцію в Женеві.
1926 року приєднався до щойно створеної ради директорів Національного банку та зберігав своє членство у ній до початку війни, за винятком двох міністерських термінів. Під час другої світової війни обіймав посаду спеціального посла Бельгії у США. 1941 року його було призначено на посаду голови Національного банку.